# 纵带狗母鱼
纵带狗母鱼（学名：Synodus englemani）为狗母鱼科狗母鱼属的鱼类。分布于太平洋西部马绍尔群岛以及西沙群岛海域等，多栖息于约生活在5-10米水深珊瑚礁沙底上。